# ظهريرة هرية
ظهريرة هرية (الاسم العلمي: Notoedres cati) هي نوع من القراديات يتبع جنس الظهريرة من الفصيلة القارمية.